# Петухово
Петухово (рус. Петухово) град је у Русији у Курганској области.

## Становништво
| 1939. | 1959.  | 1970.  | 1979.  | 1989.  | 2002.  | 2010.  |
| ----- | ------ | ------ | ------ | ------ | ------ | ------ |
| 9.300 | 12.997 | 12.125 | 11.842 | 14.584 | 12.661 | 11.292 |